# Solar Anomalous and Magnetospheric Particle Explorer
Il Solar Anomalous and Magnetospheric Particle Explorer (SAMPEX), a volte citato anche come Explorer 68 o SMEX-1, è stato un satellite NASA per lo studio del Sole e della magnetosfera ed è stato il primo veicolo spaziale del programma Small Explorer (facente parte del più vasto Programma Explorer) ad essere messo in orbita. Frutto di una collaborazione internazionale tra la statunitense NASA e il tedesco Istituto Max Planck di fisica extraterrestre, il satellite fu lanciato il 3 luglio 1992 dalla base aerea Vandenberg, vicino a Lompoc, in California, grazie ad un razzo Scout G-1.

## Struttura
Il SAMPEX era costituito da una struttura primaria in alluminio a forma di parallelepipedo a base quadrata, alta 1,5 m e larga 0,9 m, e da due pannelli solari espandibili posti ai lati di tale struttura. Il satellite era inoltre dotato di un sistema di despinning a yo-yo utile a frenare la rotazione seguente al rilascio in orbita del satellite.

Il satellite era stato pensato per avere un'orientazione tale che il suo asse di beccheggio puntasse direttamente verso il Sole e che il suo asse di imbardata ruotasse attorno a quello di beccheggio una volta ad ogni orbita. La stabilizzazione triassiale dell'assetto era quindi realizzata attraverso il confronto tra il vettore di puntamento solare e il vettore di campo magnetico effettuato mediante l'uso di rivelatori solari e magnetometri.

## Missione
La missione del satellite SAMPEX era quella di studiare le componenti anomale dei raggi cosmici, l'emissione di particelle energetiche da parte del Sole e gli elettroni relativistici presenti nella magnetosfera terrestre.
 Inizialmente pianificata per durare tre anni, la fine della missione del SAMPEX fu invece posticipata fino al 30 giugno 2004, quasi dodici anni dopo la messa in orbita.
Il controllo delle operazioni di volo è stato gestito fino all'ottobre del 1997 dal centro per poi passare al centro di controllo delle operazioni satellitari dell'Università statale Bowie (BSOCC), in Maryland. Grazie ai finanziamenti della The Aerospace Corporation, il BSOCC continuò ad utilizzare il SAMPEX anche dopo la fine ufficiale delle sue operazioni come strumento educativo per i propri studenti, continuando nel frattempo a pubblicare dati ricavati dal satellite. Il tutto fino al suo rientro atmosferico, avvenuto il 13 dicembre 2012.

## Strumentazione
Onde effettuare le sopraccitate misurazioni ed osservazioni, il SAMPEX era dotato dei quattro strumenti elencati di seguito:
- Heavy Ion Large Telescope (HILT) - progettato per misurare la carica, l'energia e la massa dei componenti dei raggi cosmici nello spettro di energia 8,0 - 310 MeV,[11]
- Low Energy Ion Composition Analyzer (LEICA) - progettato per misurare la quantità di ioni (per elementi con numero atomico compreso tra quello dell'elio e quello del nichel) solari e magnetosferici con energia compresa tra 0,5 e 5 MeV, in arrivo dallo zenith,[12]
- Mass Spectrometer Telescope (MAST) - progettato per misurare la composizione isotopica della popolazione di particelle aventi energia compresa tra 10 e diverse centinaia di MeV per elementi aventi numero atomico compreso tra 3 (litio) e 28 (nichel),[13]
- Proton/Electron Telescope (PET) - progettato per fornire misure riguardanti gli elettroni energetici (da 1 a 30 MeV) e i nuclei leggeri (idrogeno ed elio) provenienti dal Sole e dalla galassia e presenti nella magnetosfera.[14]

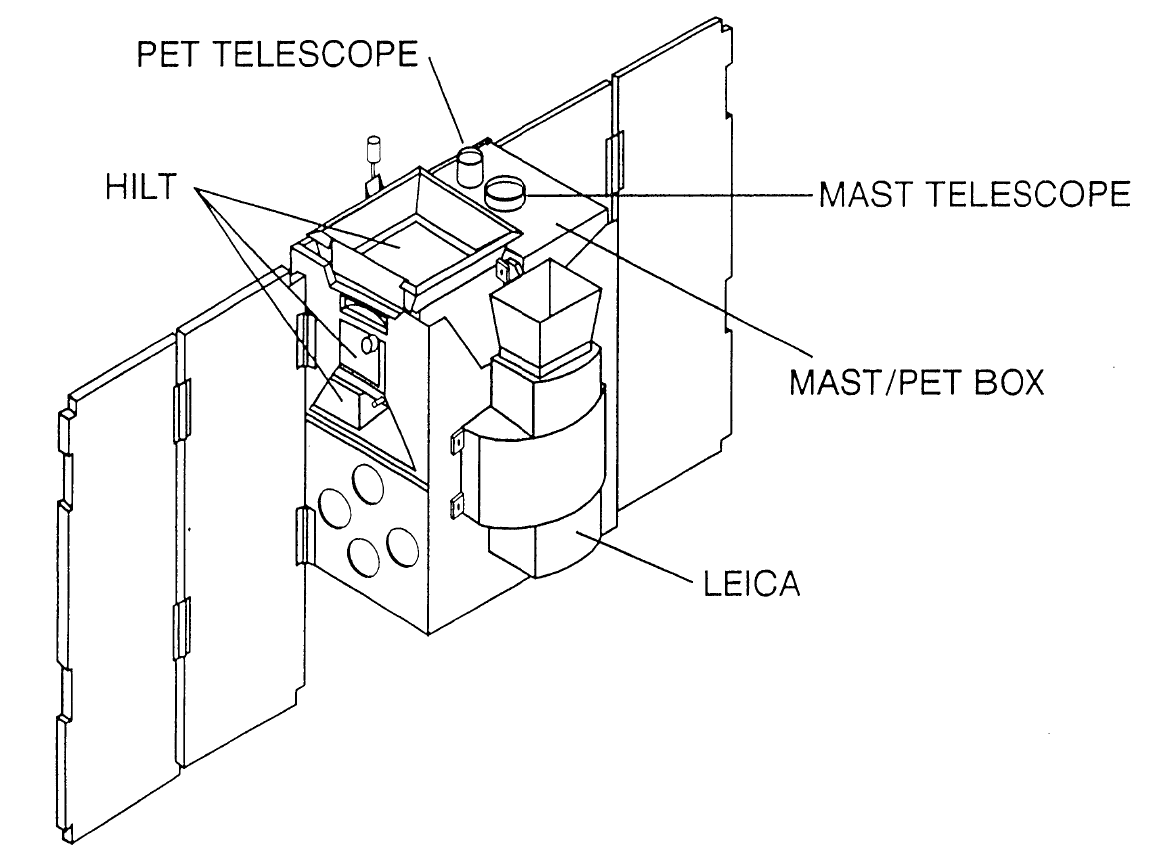
La disposizione degli strumenti nella struttura del SAMPEX.